# Wachbataillon Großdeutschland
Het Wachbataillon Großdeutschland was een Duitse eenheid van de Wehrmacht in de Tweede Wereldoorlog. Deze eenheid was een militaire wacht en werd als zodanig ingezet in Berlijn.

## Geschiedenis
Wachbataillon Großdeutschland werd op 1 oktober 1942 gevormd door omdopen van het Wachbataillon Berlin.
Het bataljon verkreeg grote bekendheid door de betrokkenheid bij het neerslaan van een opstand tegen Hitler in het Complot van 20 juli 1944. Major Otto Ernst Remer bleef Adolf Hitler trouw en arresteerde talloze samenzweerders. Enkele van de hoofdrolspelers, waaronder Oberst Claus Graf von Stauffenberg, werden door de 4e compagnie van het bataljon de volgende dag geëxecuteerd.
Op 7 februari 1945 werd het bataljon gemobiliseerd als Alarmeinheit en omgedoopt in Wachregiment Großdeutschland.

## Commandanten

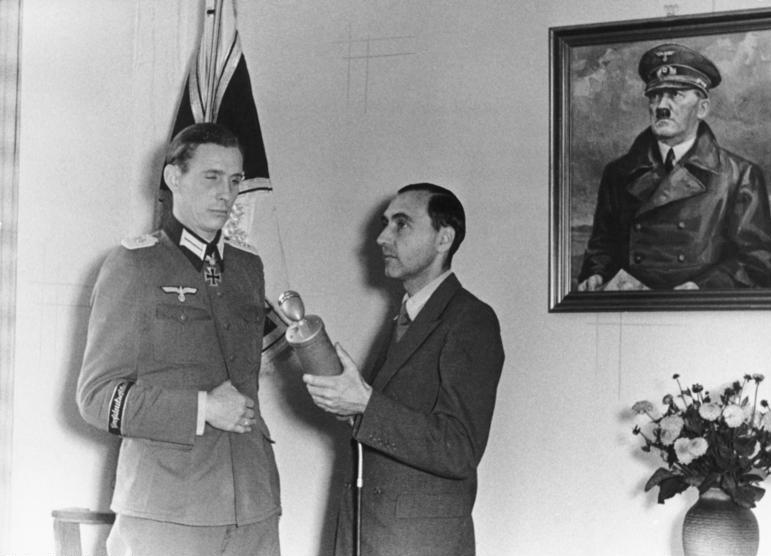
Radiointerview met Otto Remer na de opstand

| Rang                            | Naam             | Begin            | Eind             |
| ------------------------------- | ---------------- | ---------------- | ---------------- |
| Oberstleutnant                  | Kurt Gehrke      | 4 februari 1943  | 31 mei 1944      |
| Major vanaf 20 juli 1944 Oberst | Otto Ernst Remer | voorjaar 1944    | 1 september 1944 |
| Major later Oberstleutnant      | Heinrich Hogrebe | 1 september 1944 | 7 februari 1945  |